# Bashar Murad
Bashar Murad (in arabo بشار مراد‎?; Gerusalemme Est, 7 febbraio 1993) è un cantautore e attivista palestinese.
La sua musica affronta le norme sociali, l'occupazione israeliana e i diritti LGBT in Medio Oriente. Ha ottenuto maggiore popolarità nel 2019 a seguito della collaborazione con il gruppo musicale islandese Hatari al singolo Klefi/Samed.

## Biografia
Nasce a Gerusalemme Est nel 1993, figlio di Fadia Daibes e Said Murad, quest'ultimo fondatore del gruppo Sabreen. Quando Bashar nacque, il gruppo era all'apice della carriera e la musica fu molto importante per lui, e lo ha aiutato a crescere in un territorio occupato e una società molto conservatrice. Ha studiato alla Jerusalem American School e al Bridgewater College, in Virginia.
Iniziò la sua carriera intorno al 2009 pubblicano canzoni proprie su YouTube. Successivamente ha iniziato a dare un tocco mediorientale usando strumenti tipici del Medio Oriente nelle sue cover, prima di creare canzoni proprie.
Ha prodotto la maggior parte delle sue canzoni nello studio Sabreen Association for Artistic Development. Occasionalmente ha ricevuto supporto da associazioni e programmi come la Culture Resource Production Awards Program che gli ha permesso di realizzare la canzone Shillet Hamal, una canzone che parla del sentirsi diverso.
Per la canzone Ana Zalameh, Bashar ha lavorato con le Nazioni Unite. l'Ente delle Nazioni Unite per l'uguaglianza di genere e l'empowerment femminile ha prodotto la canzone.
Nel 2019 ha preso parte a un evento alternativo di protesta all'Eurovision Song Contest 2019 di Tel Aviv, il Globalvision, che è stato trasmesso durante il weekend. Poco tempo dopo ha pubblicato con il gruppo islandese Hatari il singolo Klefi/Samed, volto a richiamare attenzione sul conflitto israelo-palestinese.
Nel maggio 2019 ha preso parte alla Canadian Music Week a Toronto, in Canada.
Il 27 gennaio 2024 è stata annunciata la sua partecipazione a Söngvakeppnin 2024, la selezione islandese per l'Eurovision Song Contest 2024.

## Discografia

### EP
- 2021 – Maskhara
- 2024 – Nafas

### Singoli
- 2015 – Hallelujah
- 2015 – Happy Xmas (War Is Over) (con Muhammad Mughrabi)
- 2015 – The Door
- 2016 – More like You
- 2017 – Voices
- 2018 – Ilkul 3am bitjawaz
- 2018 – Shillet hamal
- 2018 – Ma bitghayirni
- 2018 – Ana zalameh
- 2020 – Maskhara
- 2021 – Antenne (con Tamer Nafar)
- 2021 – Intifada on the Dance Floor
- 2022 – Xmas Aswad
- 2023 – Ilel majnoon
- 2023 – Ya lel
- 2023 – Mawtini
- 2024 – Nafas

#### Come featuring
- 2019 – Klefi/Samed (Hatari feat. Bashar Murad)